# Cyclomia divisata
Cyclomia divisata är en fjärilsart som beskrevs av Walker 1863. Cyclomia divisata ingår i släktet Cyclomia och familjen mätare. Inga underarter finns listade i Catalogue of Life.